# 핑크 라이
《핑크 라이》는 디즈니+에서 2022년 10월 5일에 공개한 오리지널 한국 예능 콘텐츠이다.